# Emmanuel Sanon
Emmanuel Sanon (Pétion-Ville, 25 giugno 1951 – Orlando, 21 febbraio 2008) è stato un allenatore di calcio e calciatore haitiano, di ruolo attaccante.

## Caratteristiche tecniche
Calciatore di buone qualità e buona tecnica, era dotato di uno scatto bruciante e di una struttura fisica dalla imponente muscolatura.

## Carriera

### Club
Dopo i Mondiali 1974 venne acquistato dalla società belga del K. Beerschot VAV, in cui rimase fino al 1980 vincendo nel 1979 la coppa del Belgio (lo stesso Sanon ricoprì un ruolo determinante nell'azione del goal decisivo della finale del trofeo). Dopo l'esperienza in Belgio, Sanon si trasferì negli Stati Uniti dove giocò nei San Diego Sockers.

### Nazionale
È il miglior realizzatore della sua nazionale, con 47 gol realizzati nelle gare ufficiali. Ai Campionati del Mondo di Germania del 1974, in cui Haiti rappresentò per la prima volta le Antille, realizzò due reti, le sole della sua nazionale, all'Italia e all'Argentina. Il suo gol all'Italia interruppe il record di imbattibilità in nazionale di Dino Zoff, che durava da undici partite.

### Dopo il ritiro
Dopo il suo ritiro dal calcio giocato (avvenuto a causa di un grave infortunio al ginocchio) rimase nell'ambiente, diventando allenatore e ricoprendo per qualche tempo il ruolo di commissario tecnico della nazionale haitiana. Risiedette negli Stati Uniti (in cui divenne cittadino onorario di Miami, conseguì una laurea honoris causa e scrisse un libro autobiografico intitolato Toup pou yo).
È morto il 21 febbraio 2008 all'età di 56 anni a causa di un cancro al pancreas. In seguito alla sua morte il Don Bosco, squadra con la quale Sanon aveva esordito, decise di ritirare la maglia numero 10.

## Palmarès

### Club
- Coppa del Belgio: 1

Beerschot: 1978-1979

### Nazionale
- Campionato CONCACAF: 1

1973